# Ras Tabouda
Ras Tabouda  (in arabo راس تابودة‎?) è un centro abitato e comune rurale del Marocco situato nella provincia di Sefrou, regione di Fès-Meknès. Conta una popolazione di 6 388 abitanti (censimento 2014).